# Komychnia
Komychnia (ukrainien : Комишня, russe : Камышня) est une commune urbaine de l'oblast de Poltava, en Ukraine. Elle compte 2 013 habitants en 2021.